# نارنج تپه
نارنج تپه مربوط به دوره سلجوقیان است و در شهرستان جوین، بخش مرکزی، روستای انداده (اندیه) واقع شده و این اثر در تاریخ ۱۸ اسفند ۱۳۸۷ با شمارهٔ ثبت ۲۴۹۷۵ به‌عنوان یکی از آثار ملی ایران به ثبت رسیده است.